# NBA In-Season Tournament 2023
Il NBA In-Season Tournament 2023 è stato il torneo inaugurale del nuovo trofeo, denominato NBA Cup, creato dalla National Basket Association che si è svolto durante la stagione NBA 2023-24.
I Los Angeles Lakers hanno sconfitto gli Indiana Pacers nella finale svoltasi a Las Vegas conquistando il titolo inaugurale del torneo. LeBron James dei Los Angeles è stato nominato Most Valuable Player del torneo.

## Formato
Il formato del torneo è simile ai tornei stagionali a più fasi del calcio europeo.
Nella fase a gironi, ogni conference è stata divisa in tre gironi con cinque squadre ciascuno, per un totale di sei gironi. Le partite della stagione regolare giocate il martedì e il venerdì tra il 3 novembre e il 28 novembre vengono conteggiate nella classifica della stagione regolare e nella classifica del torneo stagionale. Ogni squadra gioca una partita contro ciascuna delle altre squadre del proprio girone, per un totale di quattro partite (due in casa e due in trasferta).
Se due o più squadre di un gruppo hanno lo stesso record al termine del girone, vengono applicati i seguenti tie-break in questo ordine:
1. Record negli scontri diretti nella fase a gironi;
2. Differenza di punti nella fase a gironi;
3. Punti totali segnati nella fase a gironi;
4. Record della stagione regolare dalla stagione regolare 2022-23;
5. Estrazione casuale.

Il vincitore di ogni girone passa poi alla fase a eliminazione diretta, mentre le migliori seconde di ogni conference ottiene una wild card. Le partite dei quarti di finale si svolgono nei campi NBA locali il 4 e 5 dicembre, con le squadre con i primi due record della fase a gironi in ciascuna conferenza che ottengono il fattore campo, e la migliore squadra nelle partite dei gironi ospiterà la squadra che ha ottenuto la wild card. In seguito si svolgerà una final four (Semifinali 7 dicembre e la finale il 9 dicembre) con sede alla T-Mobile Arena sulla Las Vegas Strip.
Anche i quarti di finale e le semifinali contano come partite della stagione regolare, influenzando le posizioni delle squadre nella classifica del campionato, ma la partita di campionato no. Le statistiche della partita di campionato non vengono conteggiate nei totali della stagione regolare.
Le quattro squadre che perdono ai quarti giocheranno una partita aggiuntiva l'8 dicembre, l'una contro l'altra nella stessa conference.
Mentre la fase a eliminazione diretta si sta concludendo, le 22 squadre che non si sono qualificate per la fase a eliminazione diretta giocano due partite aggiuntive della stagione regolare per assicurarsi che ciascuna squadra giochi 82 partite totali della stagione regolare, una in casa e una in trasferta. Tra questi 22 incontri totali, 20 saranno partite di interconference, con un tentativo da parte della lega di programmare quante più squadre originariamente previste si sarebbero affrontate solo tre volte durante la stagione regolare. Gli altri due incontri saranno partite di interconference, poiché ci sarà un numero dispari di squadre in ciascuna conference (11). Questi due incontri di interconference vedranno protagonisti quattro delle sei squadre che sono arrivate ultime nei rispettivi gironi.

### Premio in denaro
I giocatori delle squadre che accederanno alla fase a eliminazione diretta riceveranno un premio in denaro come segue:
- Giocatori delle squadre che perdono nei quarti di finale: $ 50.000 ciascuno;
- Giocatori delle squadre che perdono in semifinale: $ 100.000 ciascuno;
- Giocatori della squadra seconda del torneo: $ 200.000 ciascuno;
- Giocatori della squadra campione del torneo: $ 500.000 ciascuno.

## Conference

### Urne
Le squadre sono state divise in cinque urne per conference in base alla classifica della stagione regolare 2022-23. L'urna 1 conteneva le squadre con i primi tre record della stagione regolare in ciascuna conference, mentre l'urna 2 conteneva le squadre con i migliori record dal quarto al sesto e così via, concludendo con l'urna 5, che conteneva le squadre con gli ultimi tre (tredicesimo al quindicesimo) record.
| Urna | #  | Franchigia          | Record | Record |
| Urna | #  | Franchigia          | V      | P      |
| ---- | -- | ------------------- | ------ | ------ |
| 1    | 1  | Milwaukee Bucks     | 58     | 24     |
| 1    | 2  | Boston Celtics      | 57     | 25     |
| 1    | 3  | Philadelphia 76ers  | 54     | 28     |
| 2    | 4  | Cleveland Cavaliers | 51     | 31     |
| 2    | 5  | N.Y. Knicks         | 47     | 35     |
| 2    | 6  | Brooklyn Nets       | 45     | 37     |
| 3    | 7  | Miami Heat          | 44     | 38     |
| 3    | 8  | Atlanta Hawks       | 41     | 41     |
| 3    | 9  | Toronto Raptors     | 41     | 41     |
| 4    | 10 | Chicago Bulls       | 40     | 42     |
| 4    | 11 | Indiana Pacers      | 35     | 47     |
| 4    | 12 | Wash. Wizards       | 35     | 47     |
| 5    | 13 | Orlando Magic       | 34     | 48     |
| 5    | 14 | Charlotte Hornets   | 27     | 55     |
| 5    | 15 | Detroit Pistons     | 17     | 65     |

| Urna | #  | Franchigia          | Record | Record |
| Urna | #  | Franchigia          | V      | P      |
| ---- | -- | ------------------- | ------ | ------ |
| 1    | 1  | Denver Nuggets      | 53     | 29     |
| 1    | 2  | Memphis Grizzlies   | 51     | 31     |
| 1    | 3  | Sacramento Kings    | 48     | 34     |
| 2    | 4  | Phoenix Suns        | 45     | 37     |
| 2    | 5  | L.A. Clippers       | 44     | 38     |
| 2    | 6  | G.S. Warriors       | 44     | 38     |
| 3    | 7  | L.A. Lakers         | 43     | 39     |
| 3    | 8  | Minnesota T'wolves  | 42     | 40     |
| 3    | 9  | N.O. Pelicans       | 42     | 40     |
| 4    | 10 | Oklahoma Thunder    | 40     | 42     |
| 4    | 11 | Dallas Mavericks    | 38     | 44     |
| 4    | 12 | Utah Jazz           | 37     | 45     |
| 5    | 13 | Portland T. Blazers | 33     | 49     |
| 5    | 14 | Houston Rockets     | 22     | 60     |
| 5    | 15 | San Antonio Spurs   | 22     | 60     |

### Risultati delle urne
I gruppi iniziali sono stati rivelati durante l'annuncio del torneo l'8 luglio 2023. Le cinque squadre di ciascun girone sono state selezionate tramite sorteggio di una squadra da ciascuna delle cinque fasce di conference in questione.
| Gruppo A            | Gruppo B          | Gruppo C        |
| ------------------- | ----------------- | --------------- |
| Philadelphia 76ers  | Milwaukee Bucks   | Boston Celtics  |
| Cleveland Cavaliers | N.Y. Knicks       | Brooklyn Nets   |
| Atlanta Hawks       | Miami Heat        | Toronto Raptors |
| Indiana Pacers      | Wash. Wizards     | Chicago Bulls   |
| Detroit Pistons     | Charlotte Hornets | Orlando Magic   |

| Gruppo A            | Gruppo B         | Gruppo C           |
| ------------------- | ---------------- | ------------------ |
| Memphis Grizzlies   | Denver Nuggets   | Sacramento Kings   |
| Phoenix Suns        | L.A. Clippers    | G.S. Warriors      |
| L.A. Lakers         | N.O. Pelicans    | Minnesota T'wolves |
| Utah Jazz           | Dallas Mavericks | Oklahoma Thunder   |
| Portland T. Blazers | Houston Rockets  | San Antonio Spurs  |

## Fase a gironi

### Girone Est A
| P | Franchigia          | G | V | S | PF  | PS  | DP  |
| - | ------------------- | - | - | - | --- | --- | --- |
| 1 | Indiana Pacers      | 4 | 4 | 0 | 546 | 507 | +39 |
| 2 | Cleveland Cavaliers | 4 | 3 | 1 | 474 | 445 | +29 |
| 3 | Philadelphia 76ers  | 4 | 2 | 2 | 485 | 476 | +9  |
| 4 | Atlanta Hawks       | 4 | 1 | 3 | 499 | 531 | −32 |
| 5 | Detroit Pistons     | 4 | 0 | 4 | 439 | 484 | −45 |

|                     | IND     | CLE          | PHI          | ATL     | DET     |
| Indiana Pacers      |         | 121–116      | 132–126      | 157–152 | 136–113 |
| Cleveland Cavaliers | 116–121 |              | 122–119 (OT) | 128–105 | 108–100 |
| Philadelphia 76ers  | 126–132 | 119–122 (OT) |              | 126–116 | 114–106 |
| Atlanta Hawks       | 152–157 | 105–128      | 116–126      |         | 126–120 |
| Detroit Pistons     | 113–136 | 100–108      | 106–114      | 120–126 |         |

### Girone Est B
| P | Franchigia        | G | V | S | PF  | PS  | DP  |
| - | ----------------- | - | - | - | --- | --- | --- |
| 1 | Milwaukee Bucks   | 4 | 4 | 0 | 502 | 456 | +46 |
| 2 | N.Y. Knicks       | 4 | 3 | 1 | 440 | 398 | +42 |
| 3 | Miami Heat        | 4 | 2 | 2 | 454 | 450 | +4  |
| 4 | Charlotte Hornets | 4 | 1 | 3 | 419 | 473 | −54 |
| 5 | Wash. Wizards     | 4 | 0 | 4 | 458 | 496 | −38 |

|                   | MIL     | NYK     | MIA     | CHA     | WAS     |
| Milwaukee Bucks   |         | 110–105 | 131–124 | 130–99  | 131–128 |
| New York Knicks   | 105–110 |         | 100–98  | 115–91  | 120–99  |
| Miami Heat        | 124–131 | 98–100  |         | 111–105 | 121–114 |
| Charlotte Hornets | 99–130  | 91–115  | 105–111 |         | 124–117 |
| Washington Wizard | 128–131 | 99–120  | 114–121 | 117–124 |         |

### Girone Est C
| P | Franchigia      | G | V | S | PF  | PS  | DP  |
| - | --------------- | - | - | - | --- | --- | --- |
| 1 | Boston Celtics  | 4 | 3 | 1 | 449 | 422 | +27 |
| 2 | Orlando Magic   | 4 | 3 | 1 | 446 | 424 | +22 |
| 3 | Brooklyn Nets   | 4 | 3 | 1 | 455 | 435 | +20 |
| 4 | Toronto Raptors | 4 | 1 | 3 | 436 | 457 | −21 |
| 5 | Chicago Bulls   | 4 | 0 | 4 | 409 | 457 | −48 |

|                 | BOS     | ORL     | BKN     | TOR     | CHI     |
| Boston Celtics  |         | 96–113  | 121–107 | 108–105 | 124–97  |
| Orlando Magic   | 113–96  |         | 104–124 | 126–107 | 103–97  |
| Brooklyn Nets   | 107–121 | 124–104 |         | 115–103 | 109–107 |
| Toronto Raptors | 105–108 | 107–126 | 103–115 |         | 121–108 |
| Chicago Bulls   | 97–124  | 97–103  | 107–109 | 108–121 |         |

### Girone Ovest A
| P | Franchigia          | G | V | S | PF  | PS  | DP  |
| - | ------------------- | - | - | - | --- | --- | --- |
| 1 | L.A. Lakers         | 4 | 4 | 0 | 494 | 420 | +74 |
| 2 | Phoenix Suns        | 4 | 3 | 1 | 480 | 446 | +34 |
| 3 | Utah Jazz           | 4 | 2 | 2 | 469 | 482 | −13 |
| 4 | Portland T. Blazers | 4 | 1 | 3 | 416 | 455 | −39 |
| 5 | Memphis Grizzlies   | 4 | 0 | 4 | 430 | 486 | −56 |

|                        | LAL     | PHX     | UTA     | POR          | MEM          |
| Los Angeles Lakers     |         | 122–119 | 131–99  | 107–95       | 134–107      |
| Phoenix Suns           | 119–122 |         | 131–128 | 120–107      | 110–89       |
| Utah Jazz              | 99–131  | 128–131 |         | 115–99       | 127–121      |
| Portland Trail Blazers | 95–107  | 107–120 | 99–115  |              | 115–113 (OT) |
| Memphis Grizzlies      | 107–134 | 89–110  | 121–127 | 113–115 (OT) |              |

### Girone Ovest B
| P | Franchigia       | G | V | S | PF  | PS  | DP  |
| - | ---------------- | - | - | - | --- | --- | --- |
| 1 | N.O. Pelicans    | 4 | 3 | 1 | 463 | 430 | +33 |
| 2 | Houston Rockets  | 4 | 2 | 2 | 424 | 414 | +10 |
| 3 | Dallas Mavericks | 4 | 2 | 2 | 489 | 497 | −8  |
| 4 | Denver Nuggets   | 4 | 2 | 2 | 432 | 442 | −10 |
| 5 | L.A. Clippers    | 4 | 1 | 3 | 446 | 471 | −25 |

|                      | NOP     | HOU     | DAL     | DEN     | LAC     |
| New Orleans Pelicans |         | 101–104 | 131–110 | 115–110 | 116–106 |
| Houston Rockets      | 104–101 |         | 115–121 | 105–86  | 100–106 |
| Dallas Mavericks     | 110–131 | 121–115 |         | 114–125 | 144–126 |
| Denver Nuggets       | 110–115 | 86–105  | 125–114 |         | 111–108 |
| Los Angeles Clippers | 106–116 | 106–100 | 126–144 | 108–111 |         |

### Girone Ovest C
| P | Franchigia         | G | V | S | PF  | PS  | DP  |
| - | ------------------ | - | - | - | --- | --- | --- |
| 1 | Sacramento Kings   | 4 | 4 | 0 | 482 | 452 | +30 |
| 2 | Minnesota T'wolves | 4 | 3 | 1 | 438 | 438 | 0   |
| 3 | G.S. Warriors      | 4 | 2 | 2 | 483 | 479 | +4  |
| 4 | Oklahoma Thunder   | 4 | 1 | 3 | 463 | 439 | +24 |
| 5 | San Antonio Spurs  | 4 | 0 | 4 | 429 | 487 | −58 |

|                        | SAC     | MIN     | GSW     | OKC     | SAS     |
| Sacramento Kings       |         | 124–111 | 124–123 | 105–98  | 129–120 |
| Minnesota Timberwolves | 111–124 |         | 104–101 | 106–103 | 117–110 |
| Golden State Warriors  | 123–124 | 101–104 |         | 141–139 | 118–112 |
| Oklahoma City Thunder  | 98–105  | 103–106 | 139–141 |         | 123–87  |
| San Antonio Spurs      | 120–129 | 110–117 | 112–118 | 87–123  |         |

### Classifica squadre seconde classificate

#### Eastern Conference
| P | Grp | Franchigia          | G | V | S | PF  | PS  | DP  |
| - | --- | ------------------- | - | - | - | --- | --- | --- |
| 1 | B   | N.Y. Knicks         | 4 | 3 | 1 | 440 | 398 | +42 |
| 2 | A   | Cleveland Cavaliers | 4 | 3 | 1 | 474 | 445 | +29 |
| 3 | C   | Orlando Magic       | 4 | 3 | 1 | 446 | 424 | +22 |

#### Western Conference
| P | Grp | Franchigia         | G | V | S | PF  | PS  | DP  |
| - | --- | ------------------ | - | - | - | --- | --- | --- |
| 1 | A   | Phoenix Suns       | 4 | 3 | 1 | 480 | 446 | +34 |
| 2 | C   | Minnesota T'wolves | 4 | 3 | 1 | 438 | 438 | 0   |
| 3 | B   | Houston Rockets    | 4 | 2 | 2 | 424 | 414 | +10 |

## Fase a eliminazione diretta

### Squadre qualificate
| P | Franchigia      | G | V | S | PF  | PS  | DP  |
| - | --------------- | - | - | - | --- | --- | --- |
| 1 | Milwaukee Bucks | 4 | 4 | 0 | 502 | 456 | +46 |
| 2 | Indiana Pacers  | 4 | 4 | 0 | 546 | 507 | +39 |
| 3 | Boston Celtics  | 4 | 3 | 1 | 449 | 422 | +27 |
| 4 | N.Y. Knicks     | 4 | 3 | 1 | 440 | 398 | +42 |

| P | Franchigia       | G | V | S | PF  | PS  | DP  |
| - | ---------------- | - | - | - | --- | --- | --- |
| 1 | L.A. Lakers      | 4 | 4 | 0 | 494 | 420 | +74 |
| 2 | Sacramento Kings | 4 | 4 | 0 | 482 | 452 | +30 |
| 3 | N.O. Pelicans    | 4 | 3 | 1 | 463 | 430 | +33 |
| 4 | Phoenix Suns     | 4 | 3 | 1 | 480 | 446 | +34 |

### Tabellone
Le fasi finali sono iniziate il 5 dicembre e si sono concluse il 9 di dicembre 2023.
|  | Semifinali di Conference | Semifinali di Conference | Semifinali di Conference |                |     | Finali di Conference | Finali di Conference | Finali di Conference |  |  | Finale | Finale | Finale |  |
|  |                          |                          |                          |                |     |                      |                      |                      |  |  |        |        |        |  |
|  | 1                        | Milwaukee Bucks          | 146                      |                |     |                      |                      |                      |  |  |        |        |        |  |
|  | 1                        | Milwaukee Bucks          | 146                      |                |     |                      |                      |                      |  |  |        |        |        |  |
|  | 4                        | N.Y. Knicks              | 122                      |                |     |                      |                      |                      |  |  |        |        |        |  |
|  | 4                        | N.Y. Knicks              | 122                      |                | 1   | Milwaukee Bucks      | 119                  |                      |  |  |        |        |        |  |
|  |                          |                          |                          |                | 1   | Milwaukee Bucks      | 119                  |                      |  |  |        |        |        |  |
|  |                          |                          | 2                        | Indiana Pacers | 128 |                      |                      |                      |  |  |        |        |        |  |
|  | 2                        | Indiana Pacers           | 2                        | Indiana Pacers | 128 | 122                  |                      |                      |  |  |        |        |        |  |
|  | 2                        | Indiana Pacers           |                          |                |     |                      |                      |                      |  |  |        |        |        |  |
|  | 3                        | Boston Celtics           | 112                      |                |     |                      |                      |                      |  |  |        |        |        |  |
|  | 3                        | Boston Celtics           | 112                      |                | E2  | Indiana Pacers       | 109                  |                      |  |  |        |        |        |  |
|  |                          |                          |                          |                |     |                      |                      |                      |  |  |        |        |        |  |
|  |                          |                          | W1                       | L.A. Lakers    | 123 |                      |                      |                      |  |  |        |        |        |  |
|  | 1                        | L.A. Lakers              | W1                       | L.A. Lakers    | 123 | 106                  |                      |                      |  |  |        |        |        |  |
|  | 1                        | L.A. Lakers              |                          |                |     |                      |                      |                      |  |  |        |        |        |  |
|  | 4                        | Phoenix Suns             | 103                      |                |     |                      |                      |                      |  |  |        |        |        |  |
|  | 4                        | Phoenix Suns             | 103                      |                | 1   | L.A. Lakers          | 133                  |                      |  |  |        |        |        |  |
|  |                          |                          |                          |                | 1   | L.A. Lakers          | 133                  |                      |  |  |        |        |        |  |
|  |                          |                          | 3                        | N.O. Pelicans  | 89  |                      |                      |                      |  |  |        |        |        |  |
|  | 2                        | Sacramento Kings         | 3                        | N.O. Pelicans  | 89  | 117                  |                      |                      |  |  |        |        |        |  |
|  | 2                        | Sacramento Kings         |                          |                |     |                      |                      |                      |  |  |        |        |        |  |
|  | 3                        | N.O. Pelicans            | 127                      |                |     |                      |                      |                      |  |  |        |        |        |  |

Legenda
- "Grassetto" Vincitore serie
- "Corsivo" Squadra con fattore campo

#### Risultati

##### Semifinali di Conference
| Arbitri: | Marc Davis Pat Fraher Justin Van Duyne |

|             |          |                             |
| J. Tatum 32 | Punti    | 26 T. Haliburton            |
| D. White 8  | Assist   | 13 T. Haliburton            |
| J. Tatum 12 | Rimbalzi | 10 T. Haliburton, M. Turner |

| Arbitri: | Tony Brothers Sean Wright John Butler |

|                   |          |               |
| B. Ingram 30      | Punti    | 30 D. Fox     |
| C.J. McCollum 7   | Assist   | 10 D. Sabonis |
| J. Valančiūnas 11 | Rimbalzi | 13 D. Sabonis |

| Arbitri: | Zach Zarba Karl Lane Natalie Sago |

|                |          |                              |
| J. Randle 41   | Punti    | 35 G. Antetokounmpo          |
| J. Brunson 6   | Assist   | 10 G. Antetokounmpo          |
| R.J. Barrett 8 | Rimbalzi | 8 G. Antetokounmpo, B. Lopez |

| Arbitri: | Josh Tiven Eric Dalen Tom Washington |

|              |          |             |
| K. Durant 31 | Punti    | 31 L. James |
| D. Booker 6  | Assist   | 11 L. James |
| D. Booker 11 | Rimbalzi | 15 A. Davis |

##### Finali di Conference
| Arbitri: | James Williams Gediminas Petraitis JB DeRosa |

|                  |          |                     |
| T. Haliburton 27 | Punti    | 37 G. Antetokounmpo |
| T. Haliburton 11 | Assist   | 7 G. Antetokounmpo  |
| B. Hield 15      | Rimbalzi | 10 D. Lillard       |

| Arbitri: | Scott Foster Kevin Cutler Ashley Moyer-Gleich |

|                  |          |             |
| T. Murphy III 14 | Punti    | 30 L. James |
| B. Ingram 7      | Assist   | 8 L. James  |
| D. Daniels 8     | Rimbalzi | 15 A. Davis |

## Finale
| Arbitri: | David Guthrie Tyler Ford Mitchell Ervin |

|                               |          |              |
| T. Haliburton, B. Mathurin 20 | Punti    | 41 A. Davis  |
| T. Haliburton 11              | Assist   | 7 D. Russell |
| M. Turner 7                   | Rimbalzi | 20 A. Davis  |

| Campione NBA In-Season Tournament 2023 |
| -------------------------------------- |
| Los Angeles Lakers 1º titolo           |

## Premi
I Los Angeles Lakers si aggiudicano la loro prima NBA Cup. LeBron James è stato nominato l'MVP del torneo e ha ricevuto il premio dopo la partita di campionato del 9 dicembre. L'11 dicembre, la NBA ha annunciato l'All-Tournament Team.
| Pos. | Giocatore             | Franchigia      |
| ---- | --------------------- | --------------- |
| G    | Tyrese Haliburton     | Indiana Pacers  |
| A    | Giannis Antetokounmpo | Milwaukee Bucks |
| A    | Kevin Durant          | Phoenix Suns    |
| A    | LeBron James (MVP)    | L.A. Lakers     |
| C    | Anthony Davis         | L.A. Lakers     |